# Nukkarites
Els nukkarites (de l'àrab an-Nukkar, també anomenats en àrab an-Nakkara o an-Nakkariyya) foren una de les tendències ibadites que va predominar al Magrib al segle x. El seu nom vol dir "els Que reneguen" i per això de vegades es diu que el nom els fou donat despectivament als kharigites en general i no a una tendència o secta.
El seu personatge més notable fou Abu-Yazid Màkhlad ibn Kaydad an-Nukkarí, famós rebel conegut com "l'Home de l'ase", que va sortir de l'Aurès i va lluitar contra els fatimites; dirigia la lluita en nom de l'imam nukkarita Abu-Ammar al-Amà.
El grup també fou conegut com a al-Yazidiyya, aix-Xabiyya, al-Múlhida, an-Nukkath o an-Nakkatha, an-Najwiya o Mistawa.